# Länsväg X 543
Länsväg 543 eller egentligen Länsväg X 543 är en övrig länsväg i Ockelbo kommun i Gävleborgs län som går mellan Länsväg X 547 vid byn Sand och Länsväg X 609 vid byn Källbo. Vägen är 18 kilometer lång, asfalterad och passerar bland annat byarna Källsjön och Lövtjärn.
Hastighetsgränsen är 70 kilometer per timme.
Vägen ansluter till:
- Länsväg X 547 (vid Sand)
- Länsväg X 609 (vid Källbo)